# Al pie de la Santa Cruz
Al pie de la Santa Cruz es un tango compuesto en 1933, cuya letra pertenece a Mario Battistella en tanto que la música es de Enrique Delfino. La letra narra la historia de un obrero al que tras una huelga con “lucha sangrienta” es expulsado del país, motivo por el cual el tango sufrió la censura entre 1943 y 1949. 

## Los autores
Mario Battistella (Monteforte d'Alpone, Verona, Italia; 5 de noviembre de 1893 - 10 de octubre de 1968) fue un letrista, traductor, dramaturgo y representante artístico italiano radicado en la Argentina. 
En 1910, viajó a la Argentina. Escribió canciones de varios géneros antes de crear, en 1925, Pinta brava, su primer tango. Algunas de sus letras fueron creadas sobre la base de temas sociales tales como Al pie de la Santa Cruz y Bronca.
Enrique Pedro Delfino (Buenos Aires, 15 de noviembre de 1895 - Buenos Aires, 10 de enero de 1967) fue un destacado compositor, pianista, director de orquesta y letrista de tango argentino. Era también conocido como Delfy.
Escribió más de doscientos tangos, algunos de los cuales son considerados verdaderos clásicos del género, como Re Fa Si, Milonguita, Haragán, La copa del olvido, Ventanita florida y Al pie de la Santa Cruz. 
Fue uno de los creadores del tango romanza e introdujo innovaciones en el tango canción. Eximio pianista, era un profundo conocedor de la teoría musical, de la armonía y el contrapunto,

## La Ley de Residencia
La ley 4.144 de Residencia fue sancionada por el Congreso de la Nación Argentina en 1902 permitía que el Poder Ejecutivo expulsara a los extranjeros sin juicio previo. Durante sus 56 años de vigencia hasta su derogación en 1958, bajo el mandato presidencial de Arturo Frondizi, los sucesivos gobiernos argentinos utilizaron diversos "criterios de expulsión", pero fundamentalmente dirigidos contra los movimientos de resistencia obrera —sobre todo en sus primeros tiempos de aplicación— expulsando principalmente anarquistas y socialistas; en ocasiones también para la deportación de tratantes de blancas u otros delincuentes y de espías alemanes concluida la Segunda Guerra Mundial, y alcanzó incluso a los pequeños comerciantes (almaceneros españoles) durante las campañas peronistas "contra el agio y la especulación" entre 1948 y 1952, que llevaron a la cárcel a decenas de pequeños comerciantes a quienes se aplicaron severos castigos y, cuando se trataba de extranjeros, el proceso incluía el pedido de aplicación de la ley 4144, de residencia. Fue derogada en 1958, bajo el mandato presidencial de Arturo Frondizi.

## La historia
El tango narra la historia de un obrero al que tras una huelga con “lucha sangrienta” —presumiblemente la llamada Semana Trágica de 1919— le aplican “la Ley Patronal”, en alusión a la Ley de Residencia, para expulsarlo del país. Algunos autores consideran que al personaje del tango lo envían con “los pies engrillados” a la cárcel de Ushuaia pero el mismo Battistella aclaró en un reportaje que se trataba de una deportación.

## Su caracterización
José Gobello opina que es uno de los pocos tangos de protesta que se ha difundido. Diego Ruiz dice que no hay muchos tangos que hablen de la cuestión social pero los rasgos de algunos los ubican en la geografía de las prácticas culturales de protesta y entre ellos ninguno fue tan lejos como Al pie de la Santa Cruz.
Por su parte Javier Campo ubica este tango dentro de la ideología anarquista.
Eduardo Giorlandini recuerda la frase, según la cual el tango "es el libro de quejas del arrabal" y dice que en ocasiones se afirma que la letrística tanguera es de protesta, constituye literatura social o comprometida. Para Giorlandini, existen letras de este tinte, pero la explicación es las letras cubren todo el espectro de la vida humana y de la historia de los argentinos, por lo que con este cimiento conceptual no podía quedar excluida cuestión social, si bien aclara que este tipo de literatura no es el común denominador en la obra de Mario Battistella.
Por otra parte, el autor de la letra manifestó un lado de religiosidad, en el refrán del tango: El autor de la letra manifestó un lado de religiosidad, en el refrán del tango, en el cual la anciana madre del condenado hace una invocación a Dios.

## Censura y letra alternativa
A partir de 1943 dentro de una campaña iniciada por el la dictadura de 1943 que obligó a suprimir el lenguaje lunfardo, como así también cualquier referencia a la embriaguez o expresiones que en forma arbitraria eran consideradas inmorales o negativas para el idioma o para el país el tango no pudo emitirse por radiofonía con su letra original.
El tango fue grabado en 1946 la orquesta de Alfredo De Ángelis y la voz de Carlos Dante con texto cambiado y resignificado. En lugar de la huelga colocaron un boliche de bebidas, en vez de patronal, un adversario borracho:
Letra original
Declaran la huelga,
Hay hambre en las casas,
Es mucho el trabajo
Y poco el jornal;
Y en ese entrevero
De lucha sangrienta,
Se venga de un hombre
La ley patronal
Letra censurada
Corría la caña
y en medio del baile
la gresca se armó.
Y en ese entrevero
de mozos compadres
un naipe marcado
su audacia pagó.
Al preguntársele años después sobre ese cambio, De Ángelis explicó: “¿Qué querés? De otro modo me metían preso”.
Las restricciones continuaron al asumir el gobierno constitucional el general Perón y en 1949 directivos de Sadaic le solicitaron al administrador de Correos y Telecomunicaciones en una entrevista que se las anularan, pero sin resultado. Obtuvieron entonces una audiencia con Perón, que se realizó el 25 de marzo de 1949, y el presidente –que afirmó que ignoraba la existencia de esas directivas- las dejó sin efecto y Al pie de la santa Cruz al igual que otros muchos tangos pudo volver a su nombre y letra anteriores si bien por temor de los músicos algunas piezas, como el tango Al pie de la Santa Cruz y la Milonga del 900, siguieron ejecutándose con modificaciones en las partes a las que se podía asignar contenido político.

## Grabaciones
Hay versiones de Al pie de la Santa Cruz grabadas por Carlos Gardel acompañado por guitarras (18 de septiembre de 1933), Alberto Gómez con la Orquesta Típica Victor (11 de octubre de 1933), Alfredo De Ángelis y la voz de Carlos Dante (1946) y Guillermo Fernández (2013), entre otras.